# Vladimir Varankin
Vladimir Valentinovič Varankin (Nižnji Novgorod, 12. studenog 1902. – Moskva, 3. listopada 1938.) bio je ruski književnik, povjesničar, sveučilišni predavač i esperantist.
U književnim i esperantističkim krugovima postao je poznat po svojem romanu Metropoliteno, koji se smatra jednim od najvećih djela esperantske književnosti.

## Život i djelo

### Obitelj
Rođen je 1902. u Nižnjem Novgorodu u ruskoj časničkoj obitelji. Otac Valentin Jegorovič Varankin (umro 1921.) bio je bankarski službenik unovačen u Crvenu armiju tijekom Prvog svjetskog rata. Majka Nina Aleksejevna (umrla 1953.) bila je knjižničarka. Varankin je imao dva mlađa brata, Jurja (r. 1906.) i Vjačeslava (r. 1916.)

### Prvi doticaji s Esperantom
U četvrtom razredu srednje škole (1919.) počeo je učiti Esperanto s nekolicinom prijatelja. Isprva je s njima utemeljio gradski, a kasnije i pokrajinski krug esperantista i učenika esperanta. U prvoj godini rada, održao je šest tečajeva učenja esperanta u gradu i osnovao nekoliko ogranaka u okolnim mjestima. Esperanto je kao jezik ubrzo stekao toliku popularnost, da se u školama Nižnjeg Novgoroda učio kao strani jezik. Pokrenuo je i vlastiti časopis Ruĝa Esperantisto (Crveni Esperantist) u kojem je objavljivao svoje radove i radove svojih kolega, pisao o raznim događanjima, esperantistici i pozivao međunarodnu zajednicu esperantista za pomoć "mladoj sovjetskoj republici."
Početkom 1920.,s s nekolicinom prijatelja pokušava organizirati treću Sverusku esperantističku konvenciju, ali ne uspijeva zbog loše gospodarske situacije u kojoj se nalazi grad. Konvencija je održana godinu kasnije u Petrogradu, te je na njoj osnovana Sovjetska esperantistička zajednica, u čiji je centralni komitet bio izabran i Varankin.  

### Rad u Esperantskoj administraciji
Nakon škole mladi Vladimir se zapošljava u gradskom elektroprivrednom poduzeću. Obnašao je i kratkotrajnu dužnost gradskog vijećnika, nakon čega ga majka zapošljava u gradskoj knjižnici, gdje je bio voditelj čitateljskog i književnog kluba. U jesen 1922. seli se u Tver, gdje se potpuno posvećuje Esperantu.
Godine 1923. biva izabran u Međunarodno vijeće esperantista, u kojem vrši dva jednogodišnja vijećnićka mandata. Dvije godine kasnije, osniva list  Mejxdunarodnyj Jazyk (Međunarodni jezik), u kojem u serijama članaka objavljuje materijale za učenje i podučavanje Esperanta. List je izlazio do kraja 1926., kada je ugašen zbog novčanih poteškoća. Krajem 1927. seli se u Moskvu te sudjeluje na 19. Svjetskoj konvenciji esperantista u Danzigu.
U međuvremenu je diplomirao na Fakultetu društvenih znanosti Moskovskog državnog sveučilišta i bio ravnatelj Instituta za vanjske poslove. Na Tehničkom učilištu stranih jezika predavao je zapadnoeuropsku povijest. 1929. piše knjigu Teorio de Esperanto i priručnik Esperanto por laboristoj (Esperanto za radnike). Iste godine postaje punopravni član Esperantske Akademije.

### Nasilna smrt
U noći sa 7. na 8. veljače 1938. uhićuju ga pripadnici komunističkih vlasti, koje su ga osudile za špijunažu i pokušaj sabotaže, širenje protusovjetske propagande i pokušaj atentata na Josifa Staljina. Iako su sve optužbe bile lažne, osuđen je na smrt strijeljanjem. Kazna je bila izvršena iste noći.
Visoki vojni sud Vojne akademje u Moskvi naknadno se ponovno pozabavio istraživanjem Varankinovog slučaja. Istraga je otkrila kako je Varankin bio osuđen bez ikakva utemeljenja. Ponovljenim suđenjem 11. svibnja 1957. oslobođen je svih optužbi, a izvršenje kazne proglašeno je nezakonitim djelom.